# Íntimo (Nicky Jam)
Íntimo è il album in studio del cantautore statunitense Nicky Jam, pubblicato il 1º novembre 2019 da Sony Music Latin.

## Tracce
1. Sin filtro – 3:16
2. Tequila – 2:53
3. Whine Up (feat. Anuel AA) – 3:35
4. Maniquí – 2:55
5. Perdóname (feat. Darell) – 2:57
6. Novia nueva – 2:59
7. Quisieras (feat. Rauw Alejandro) – 3:05
8. Destino – 3:21
9. Come y te vas – 2:45
10. Borracho – 3:27
11. La toco – 2:16
12. Atrévete (feat. Sech) – 3:18
13. Te robaré (feat. Ozuna) – 3:20
14. X (feat. J Balvin) – 2:53
15. La promesa (La calle) – 2:53